# Книги Якова
Книги Якова або Велика подорож через сім кордонів, п'ять мов і три великі релігії, не рахуючи малих — історичний роман Ольги Токарчук, опублікований у жовтні 2014 року у «Wydawnictwo Literackie». У 2015 році книга була удостоєна премії «Ніке», а також отримала відзнаку читачів за цією нагородою. 
Книга, яка принесла Токарчук другу нагороду Nike у її кар'єрі, була написана за майже сім років. На 912 сторінках авторка подає колоритний світ Речі Посполитої. 
У книзі зображено багато історичних особистостей, у тому числі Яків Франк, який оголосив себе месією і привів до створення єретичної течії в юдаїзмі. 
Хоча дія книги відбувається серед іншого у вісімнадцятому столітті на Поділлі, вона піднімає теми актуальні й в двадцять першому столітті. Образ Речі Посполитої, представлений у Книгах Якова, далеко не ідеалізована версія, яку знають читачі трилогії Сенкевича. 
Переклад книги на шведську мову Яна Генріка Швана був нагороджений у 2016 році першою міжнародною премією, присудженою стокгольмською установою Kulturhuset Stadsteatern. 